# Oncopsis speciosa
Oncopsis speciosa är en insektsart som beskrevs av Hamilton. Oncopsis speciosa ingår i släktet Oncopsis och familjen dvärgstritar. Inga underarter finns listade i Catalogue of Life.